# Антиколониальный монумент

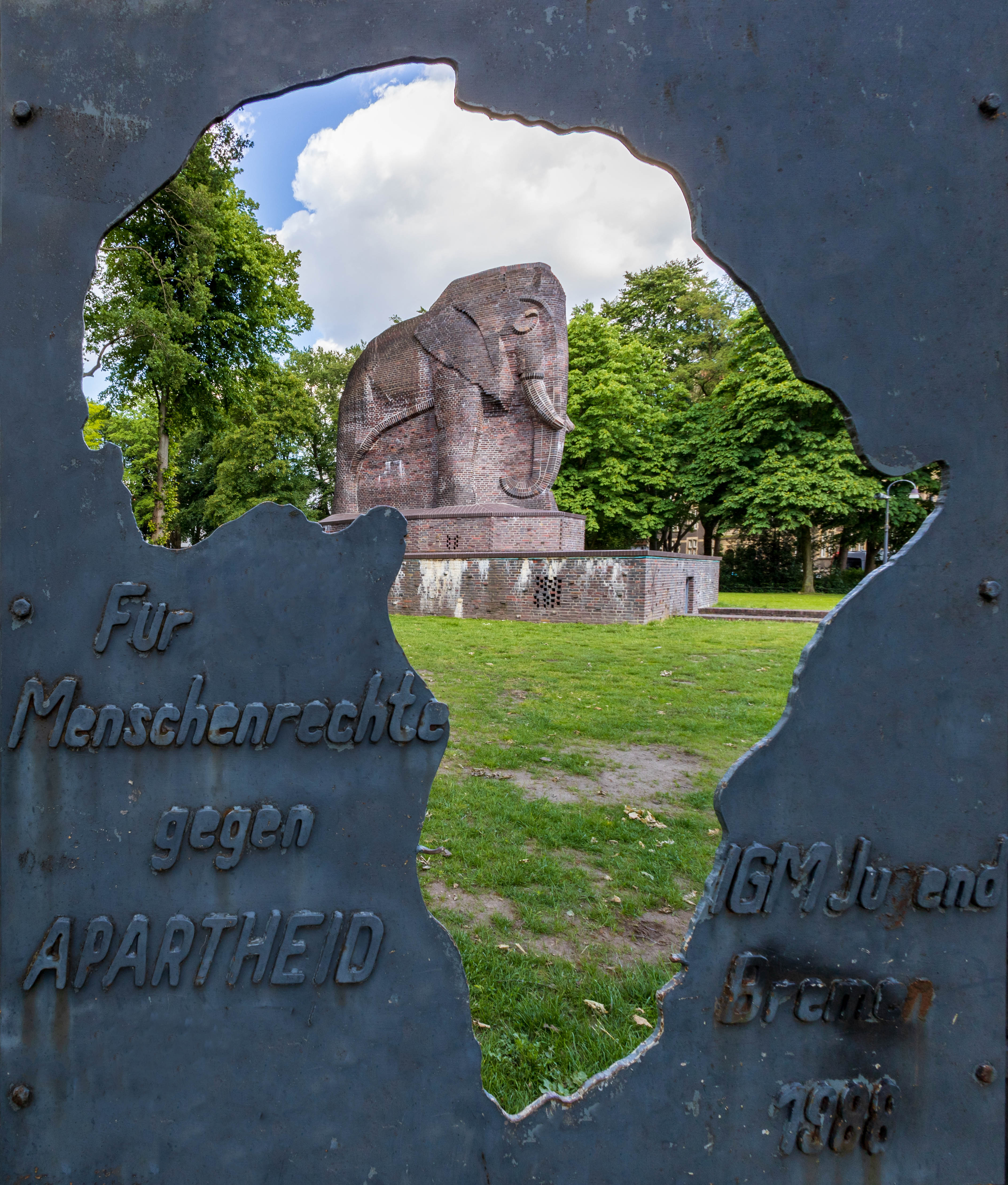
Вид на Антиколониальный монумент сквозь мемориальную доску в поддержку борьбы с апартеидом в Намибии и ЮАР

Антиколониальный монумент (нем. Antikolonialdenkmal) — памятник в Бремене, Германия. Расположен в парке Нельсона Манделы.

## Предыстория

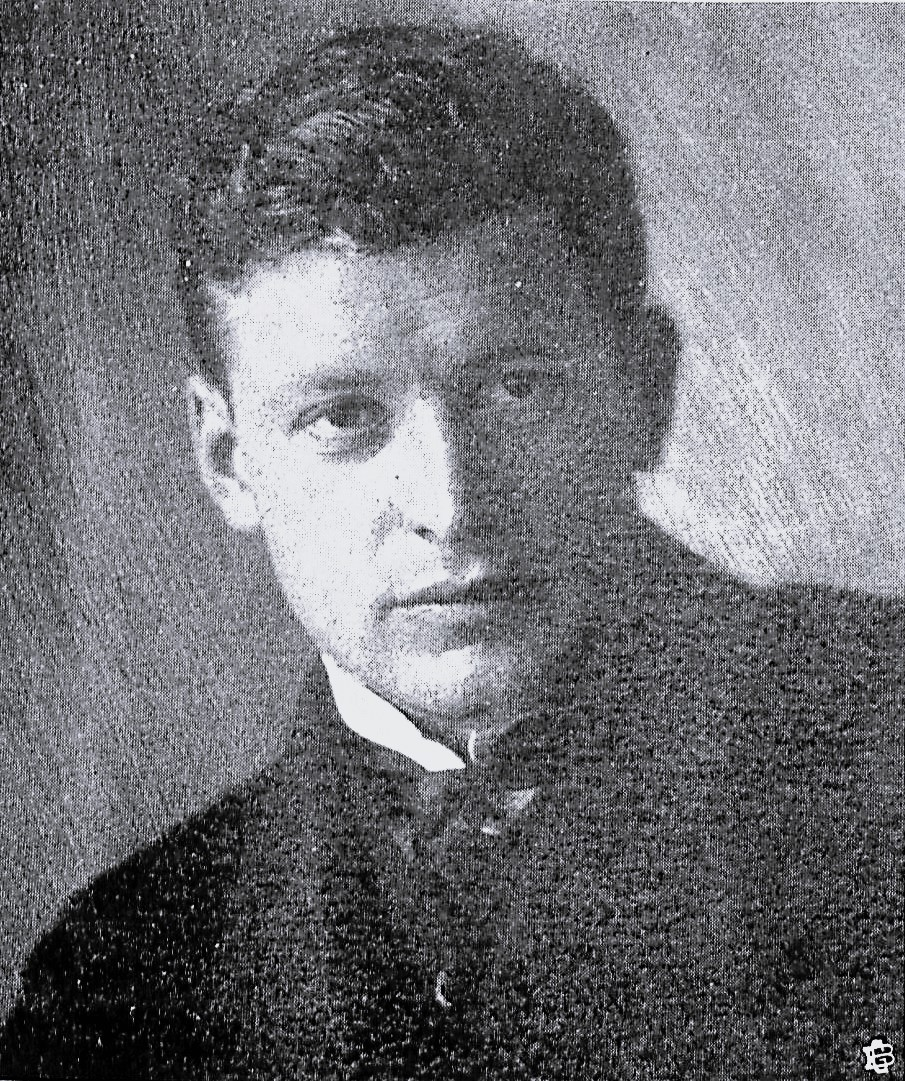
Скульптор Фриц Бен спроектировал Колониальный памятник ещё в 1913 году, но его проект не понравился императору Вильгельму II

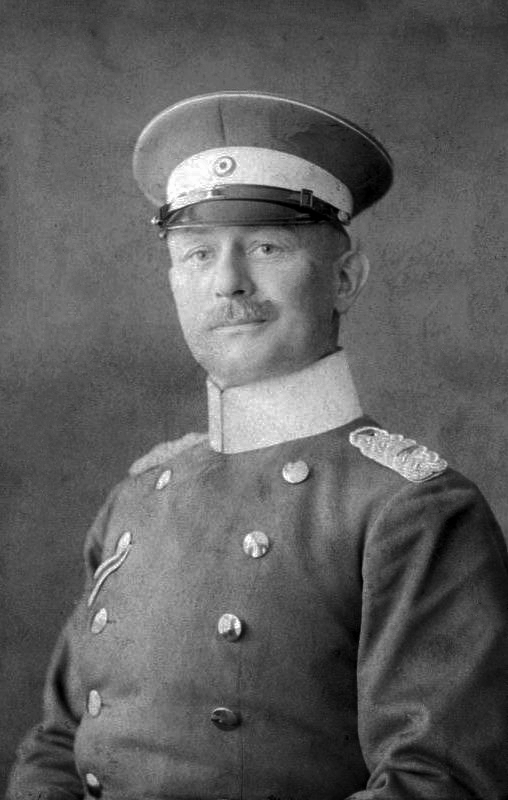
Герой колониальных войн Пауль фон Леттов-Форбек приложил немало усилий для строительства памятника

Ещё в 1908 году в Берлине планировалось построить колониальный военный мемориал, посвящённый немцам, павшим за пределами Европы. Рейхсканцлер Бернхард Фюрст фон Бюлов лоббировал этот проект, который был одобрен постановлением рейхстага. В 1913 году был объявлен конкурс на этот объект, который выиграл скульптор Фриц Бен с изображением африканского слона. Проект был раскритикован и отклонён. Кайзер Вильгельм II объявил новый конкурс в июне 1914 года, но он был отменён в связи с началом Первой мировой войны.

## История
После Первой мировой войны общественности Бремена было трудно смириться с потерей немецких колоний. В конце концов, в колониальный период город получил большую прибыль от зарубежной торговли. Гамбургские и бременские купцы были важными инициаторами немецкого колониального движения, поскольку хотели, чтобы их глобальные торговые центры были защищены государством („Флаг следует за торговлей“). Выдающимся человеком в этом отношении был бременский купец Адольф Людериц, который основал первую колонию в Юго-Западной Африке (Намибия).
В 1920-х и 1930-х годах многие старые торговые фирмы выступали за восстановление немецких колоний и за возвращение немецкой торговли в Африку. Чтобы поддержать эту идею, сослаться на прошлое и возродить притязания на колонии в настоящее время, национальные силы выступили за создание соответствующего мемориала.
Мемориал возник после заявления, поданного в сентябре 1926 года Бременским колониальным трудовым сообществом. После ожесточённых дебатов Бюргершафт дал своё согласие только в январе 1931 года, что было подтверждено постановлением Сената месяц спустя. После нескольких неудачных попыток официально открыть памятник (были обоснованные опасения, что это памятник не столько для увековечения памяти павших, сколько для пропаганды колониализма), он был утверждён постановлением Сената только в июне следующего года после настойчивых требований Немецкого колониального общества.
Открыт 6 июля 1932 года под названием Имперский колониальный монумент чести (нем. Reichskolonialehrendenkmal), был посвящён всем немецким воинам, погибшим в колониях. Почетная рота Рейхсвера и знамена отрядов колониальных воинов, воинских клубов и воинских объединений подчеркивали официальный характер праздничного мероприятия.
Монумент в форме слона, сложенный из тёмно-красного ольденбургского клинкерного кирпича, был сооружён в 1931—1932 годах по проекту скульптора Фрица Бена (1878—1970) архитектором Отто Блендерманом (1879—1944). Фигурное изображение слона переходит в двенадцатигранный пьедестал, который в свою очередь опирается на другой постамент размером 15×11,2 м и высотой 1,5 м. Монумент с учётом постаментов имеет высоту 10 метров. На длинных сторонах основания было по три окна для освещения полуподземного сводчатого помещения, в которое можно было спустится по шести ступенькам со стороны головы слона и войти через бронзовые ворота. В комнате на каменном столе лежала книга, в которой были записаны имена 1490 солдат, погибших в Первой мировой войне в немецких колониях. В этом символическом изображении мемориала почитаемые воины лежали под африканской землей. Над входом в склеп можно было прочитать надпись «Наши колонии» (нем. Unseren Kolonien), выжженную на терракотовых табличках, а по бокам памятника также на терракотовых табличках были отмечены названия немецких колоний в Африке (Германский Камерун, Германская Восточная Африка, Тоголенд, Германская Юго-Западная Африка) и в Тихом океане (Германская Новая Гвинея и Германское Самоа), посвящённые немецкому колониальному экспансионизму. На обратной стороне основания монумента были два портретных медальона с изображениями бременского купца Франца Адольфа Людерица и генерала Пауля фон Леттов-Форбека. На церемонии открытия генерал произнёс одну из речей, его слова в основном были посвящены необходимости возвращения немецких колоний.
Авианалёты Союзников на Бремен во время Второй мировой войны уничтожили приблизительно 60% городской застройки, тем не менее памятник остался цел. Во время американской оккупации в 1945 году с памятника исчезли надписи, напоминавшие, какие колонии входили в состав Германской империи.

## Переоткрытие
Резолюция Бюргершафта Бремена от 19 сентября 1989 года гласила: 

Городские власти [...] приветствуют продолжающуюся реконструкцию и преобразование колониального монумента (слон на Бюргервейде) в антиколониальный монумент и уже высказанное приглашение президенту Сэму Нуйоме на открытие весной 1990 года.Оригинальный текст (нем.)Die Stadtbürgerschaft begrüßt […] die laufende Renovierung und Umwidmung des Kolonialdenkmals (der Elefant an der Bürgerweide) zu einem Antikolonialdenkmal und die bereits ausgesprochene Einladung an Präsident Sam Nujoma zur Einweihung im Frühjahr 1990.
Когда Намибия обрела независимость 21 марта 1990 года, Бремен отпраздновал это событие. Вскоре после этого, 18 мая 1990 года, слон был переименован в «Антиколониальный монумент» на Фестивале свободы в Намибии. В 1996 году Сэм Нуйома, президент Намибии, открыл еще одну табличку с надписями во время визита в Бремен. Она посвящена памяти жертв немецкого колониального правления в Намибии. Две металлические таблички рядом с основанием монумента с тех пор увековечивают историю монумента и память об ужасах колониализма. 

Таблички перед Антиколониальным монументом
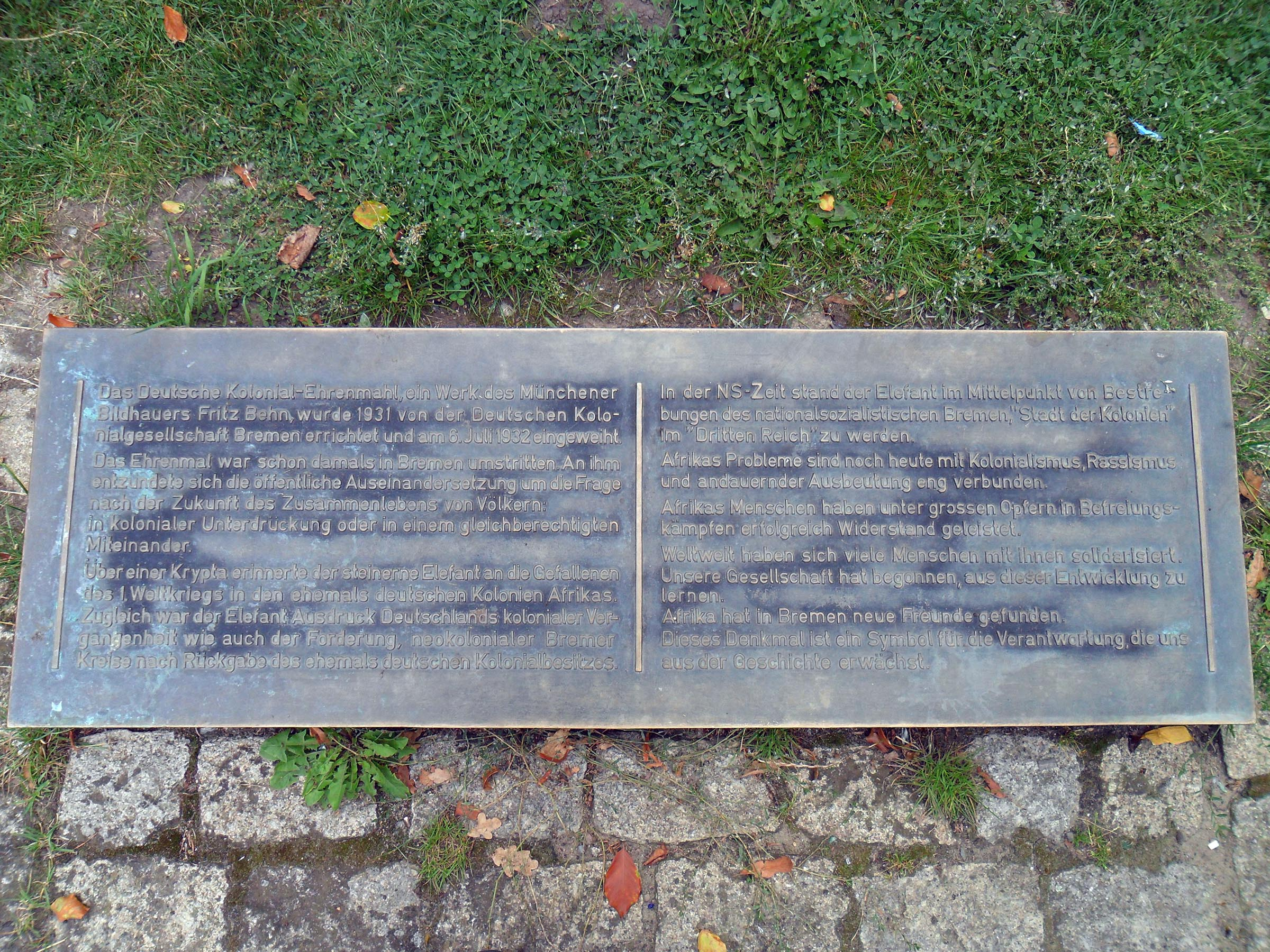
Установленная в 1990 году
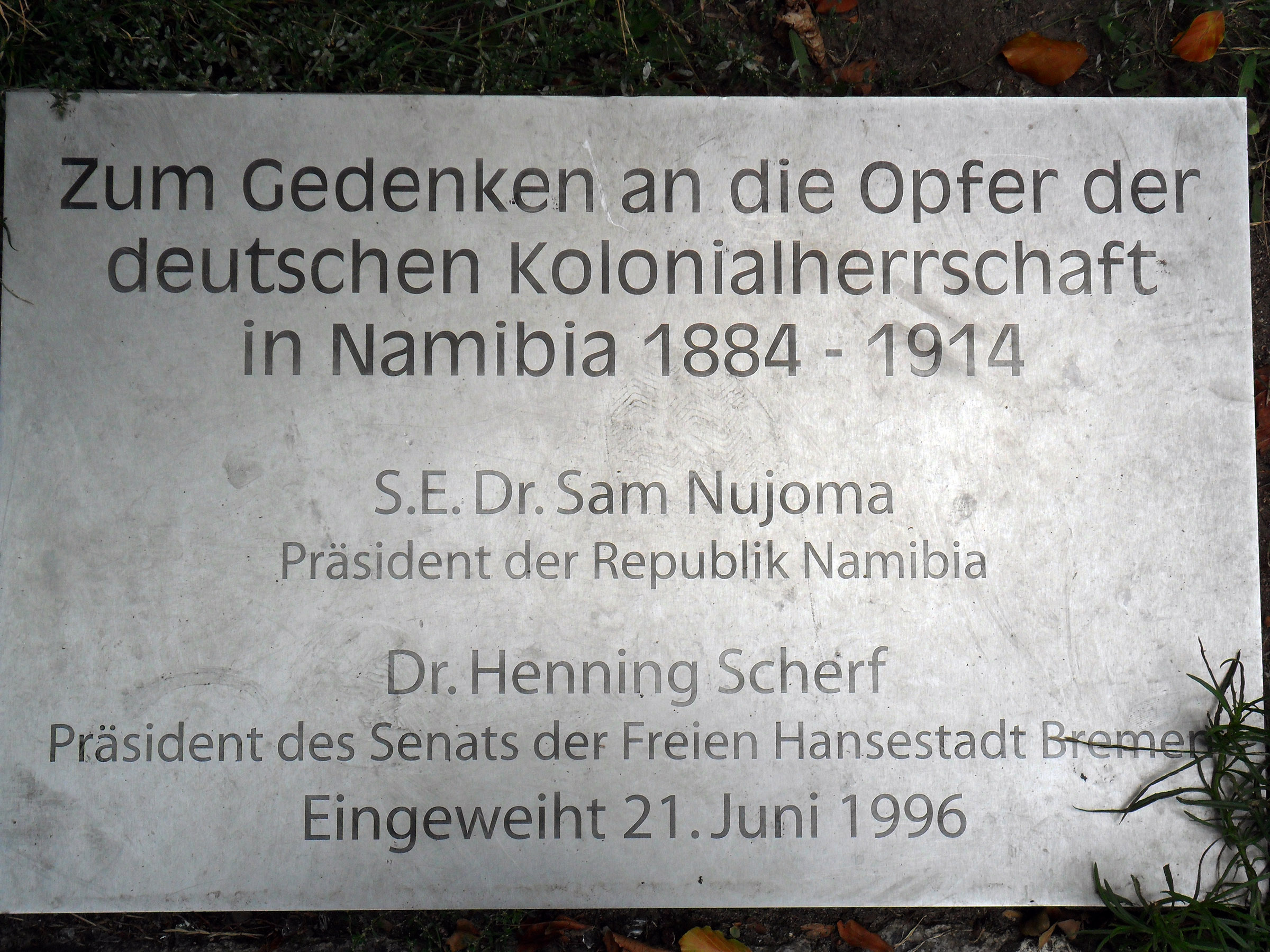
Установленная в 1996 году

Парк, в котором установлен памятник, в 2003 году был назван именем Нельсона Манделы.